# Edward Geary Lansdale
Edward Geary Lansdale (né le 6 février 1908 à Détroit (Michigan), mort le 23 février 1987 à McLean (Virginie)) était un officier de l'United States Air Force qui travailla au service de l'OSS et de la CIA.

## Histoire
Il commence sa carrière militaire au cours de la Seconde Guerre mondiale, à la suite de l'attaque japonaise sur Pearl Harbor. L'agence de publicité pour laquelle il travaillait alors le renvoie sur le champ.
Expert en lutte anti-insurrectionnelle, il s'illustre ensuite aux Philippines contre des paysans communistes.
En 1953, il préconise d'insister sur la pacification et la contre-insurrection dans les campagnes plutôt que sur l'engagement de bataillons de combat. Pour manipuler l'opinion, il utilise aussi bien le truquage des almanachs astrologiques que les fausses rumeurs de massacres pour provoquer l'exode nord-sud de centaines de milliers de catholiques.
De 1957 à 1963, il travaille pour le ministère de la Défense à Washington. Pendant les années 1960, il est impliqué dans les efforts clandestins pour renverser le gouvernement de Cuba.